# Marquesat de Calanda
El Marquesat de Calanda va ser un títol nobiliari espanyol creat per Felip III, el 9 de gener de 1608 a favor de Martín-Artal de Alagón y Fernández de Heredia.
El 2 juny de 1761, el rei Carles III va convertir el títol en el Marquesat d'Aguilar de Ebro, a favor de Francisco Cristóbal Fernández de Còrdova y de Alagón, últim marquès de Calanda i primer marquès d'Aguilar de Ebro.

## Marquesos de Calanda
|                                                                                             | Titular                                              | Període                         |
| Creat el 1608 pel rei Felip III                                                             | Creat el 1608 pel rei Felip III                      | Creat el 1608 pel rei Felip III |
| ------------------------------------------------------------------------------------------- | ---------------------------------------------------- | ------------------------------- |
| I                                                                                           | Martín-Artal de Alagón y Fernández de Heredia        | 1609 - 1611/14                  |
| II                                                                                          | Martín Artal de Alagón y Pimentel                    | 1611/14 - 1639                  |
| III                                                                                         | Enrique de Alagón y Pimentel                         | 1639 - 1651                     |
| IV                                                                                          | Carlos de Aragón Borja y Gurrea                      | 1651 - 1692                     |
| V                                                                                           | Cristóbal Fernández de Córdoba y Alagón              | 1692 - 1748                     |
| VI                                                                                          | Francisco-Cristóbal Fernández de Córdoba y de Alagón | 1748 - 1761                     |
| Convertit el 2 de juny de 1761 en el Marquesat d'Aguilar de Ebro, on segueix la seva línia. |                                                      |                                 |